# Joël Matip
Pour les articles homonymes, voir Matip.
Joël Matip, né le 8 août 1991 à Bochum, est un footballeur international camerounais qui évolue au poste de défenseur central.

## Biographie

### Jeunesse
Joël Matip a commencé sa formation dans sa ville natale avec le SC Weitmar 45 et a finalement été repéré par le VfL Bochum en 1997. Après plusieurs années dans les équipes de VfL Bochum jeunes différents, le joueur est repéré par le FC Schalke 04 en juillet 2000.

### Carrière professionnelle

#### Schalke 04 (2009-2016)
Joël Matip intègre l'équipe professionnelle lors de la saison 2009-2010. Il fait ses débuts professionnels le 17 octobre 2009 en Regionalliga contre le FC Saarbrücken, avant de faire ses débuts en Championnat d'Allemagne de football le 7 novembre 2009 contre le Bayern Munich, match au cours duquel il marque le but égalisateur ; il est nommé Homme du match.
Le 2 mars 2010, Matip signe un contrat de trois ans et demi avec le FC Schalke 04.

#### Liverpool (2016-2024)
Au bout de son contrat avec Schalke 04, le Bochumois s'engage en 2016 avec Liverpool FC.
Régulièrement titulaire en 2023-2024, il se blesse en décembre au genou droit lors de la réception de Fulham en championnat (4-3). Atteint d'une rupture du ligament croisé antérieur, il est forfait pour le reste de la saison,.
En 2024, le club annonce son départ en fin de contrat. En octobre 2024, il annonce mettre un terme à sa carrière.

### Équipe du Cameroun
Joël Matip est appelé pour sa première sélection nationale le 23 décembre 2009 par Paul Le Guen pour la Coupe d'Afrique des Nations 2010. Il refuse par la suite de prendre part au tournoi du fait de problèmes administratifs.
Le 3 mars 2010, l'athlète joue son premier match sous les couleurs des Lions indomptables du Cameroun à Monaco dans un match amical contre l'équipe d'Italie. Le 30 mai 2010, Paul Le Guen annonce qu'il est retenu dans le groupe qui disputera la Coupe du monde de football de 2010.
Le footballeur marque son premier but avec le Cameroun lors de la Coupe du monde de football de 2014, durant la 3e journée des phases de poules, permettant à son équipe d'égaliser à 1-1 contre le Brésil (défaite finale 1-4).

## Caractéristiques
Joueur polyvalent, Joël Matip peut être aligné soit devant la défense, soit arrière latéral droit. Durant des tests effectués en juillet 2011, il est désigné joueur le plus rapide de l'effectif de Schalke 04.

## Statistiques

### Générales
| Saison                | Club                  | Championnat           | Championnat | Championnat | Coupe nationale | Coupe nationale | Coupe de la Ligue | Coupe de la Ligue | Supercoupe | Supercoupe | Compétition(s) continentale(s) | Compétition(s) continentale(s) | Compétition(s) continentale(s) | Cameroun | Cameroun | Total | Total |
| Saison                | Club                  | Division              | M.          | B.          | M.              | B.              | M.                | B.                | M.         | B.         | Comp.                          | M.                             | B.                             | M.       | B.       | M.    | B.    |
| 2009-2010             | Schalke 04            | Bundesliga            | 20          | 3           | 2               | 0               | -                 | -                 | -          | -          | -                              | -                              | -                              | 5        | 0        | 27    | 3     |
| 2010-2011             | Schalke 04            | Bundesliga            | 26          | 0           | 4               | 0               | -                 | -                 | 1          | 0          | C1                             | 11                             | 1                              | 2        | 0        | 44    | 1     |
| 2011-2012             | Schalke 04            | Bundesliga            | 30          | 3           | 3               | 1               | -                 | -                 | 1          | 0          | C3                             | 13                             | 1                              | 3        | 0        | 50    | 5     |
| 2012-2013             | Schalke 04            | Bundesliga            | 32          | 3           | 1               | 0               | -                 | -                 | -          | -          | C1                             | 6                              | 0                              | 6        | 0        | 45    | 3     |
| 2013-2014             | Schalke 04            | Bundesliga            | 31          | 3           | 3               | 0               | -                 | -                 | -          | -          | C1                             | 8                              | 1                              | 9        | 1        | 51    | 5     |
| 2014-2015             | Schalke 04            | Bundesliga            | 21          | 2           | 1               | 1               | -                 | -                 | -          | -          | C1                             | 3                              | 0                              | -        | -        | 25    | 3     |
| 2015-2016             | Schalke 04            | Bundesliga            | 34          | 3           | 2               | 0               | -                 | -                 | -          | -          | C3                             | 5                              | 1                              | 1        | 0        | 42    | 4     |
| Sous-total            | Sous-total            | Sous-total            | 194         | 17          | 16              | 2               | -                 | -                 | 2          | 0          | -                              | 46                             | 4                              | 26       | 1        | 284   | 24    |
| 2016-2017             | Liverpool FC          | Premier League        | 29          | 1           | 0               | 0               | 3                 | 0                 | -          | -          | -                              | -                              | -                              | -        | -        | 32    | 1     |
| 2017-2018             | Liverpool FC          | Premier League        | 25          | 1           | 2               | 0               | 0                 | 0                 | -          | -          | C1                             | 8                              | 0                              | -        | -        | 35    | 1     |
| 2018-2019             | Liverpool FC          | Premier League        | 22          | 1           | 0               | 0               | 1                 | 0                 | -          | -          | C1                             | 8                              | 0                              | -        | -        | 31    | 1     |
| 2019-2020             | Liverpool FC          | Premier League        | 9           | 1           | 1               | 0               | 0                 | 0                 | 1          | 1          | C1+SC+CMC                      | 1+1+0                          | 0+0+0                          | -        | -        | 13    | 2     |
| 2020-2021             | Liverpool FC          | Premier League        | 10          | 1           | 0               | 0               | 0                 | 0                 | 0          | 0          | C1                             | 2                              | 0                              | -        | -        | 12    | 1     |
| 2021-2022             | Liverpool FC          | Premier League        | 31          | 2           | 1               | 0               | 3                 | 0                 | -          | -          | C1                             | 7                              | 0                              | -        | -        | 42    | 2     |
| 2022-2023             | Liverpool FC          | Premier League        | 14          | 1           | 1               | 0               | 1                 | 0                 | 1          | 0          | C1                             | 4                              | 1                              | -        | -        | 21    | 2     |
| 2023-2024             | Liverpool FC          | Premier League        | 10          | 0           | -               | -               | 1                 | 0                 | -          | -          | C3                             | 3                              | 0                              | -        | -        | 14    | 0     |
| Sous-total            | Sous-total            | Sous-total            | 150         | 8           | 5               | 0               | 8                 | 0                 | 3          | 1          | -                              | 34                             | 1                              | -        | -        | 200   | 10    |
| Total sur la carrière | Total sur la carrière | Total sur la carrière | 343         | 25          | 21              | 2               | 8                 | 0                 | 5          | 1          | -                              | 80                             | 5                              | 26       | 1        | 483   | 34    |

### Buts internationaux
| 0   | Date         | Lieu                               | Compétition                            | Résultat | Adversaire | Détail | Détail        | Détail | Sél. |
| --- | ------------ | ---------------------------------- | -------------------------------------- | -------- | ---------- | ------ | ------------- | ------ | ---- |
| 1er | 23 juin 2014 | Estádio Nacional, Brasilia, Brésil | Premier tour de la Coupe du monde 2014 | P 1-4    | Brésil     | 26e    | du pied droit | 1-1    | 23e  |

## Palmarès
Schalke 04
- Coupe d'Allemagne
  - Vainqueur (1) : 2011.
- Supercoupe d'Allemagne
  - Vainqueur (1) : 2011.
  - Finaliste  : 2010.
- Bundesliga
  - Vice-champion  : 2010.

 Liverpool FC
- Ligue des Champions
  - Vainqueur (1) : 2019
  - Finaliste  : 2018 et 2022
- Supercoupe de l'UEFA
  - Vainqueur (1) : 2019
- Coupe du monde des clubs de la FIFA
  - Vainqueur (1) : 2019
- Premier League
  - Vainqueur (1) : 2020
  - Vice-champion  : 2019 et 2022
- Coupe de la Ligue anglaise
  - Vainqueur (2) : 2022 et 2024
- Coupe d'Angleterre
  - Vainqueur (1) : 2022
- Community Shield
  - Vainqueur : 2022

En individuel :
- Membre de l'équipe-type CAF 2019
- Meilleur joueur du mois de septembre 2019 en première league anglaise.
- Meilleur joueur du mois de février 2022 en première league anglaise.

## Vie privée
Joël Matip est né d'une mère allemande et de l'ancien footballeur camerounais Jean Matip. Il est le frère de Marvin Matip et le cousin de Joseph-Désiré Job. Matip est diplômé de la Gesamtschule Berger Feld à Gelsenkirchen en 2010 en Allemagne.